# 薛仁锡
薛仁锡，顺天大兴（今北京大兴）人，是一名清朝政治人物。
薛仁锡曾于1732年接替傅景奕任宝山县知县一职，1733年由徐必昌接任。